# Météo Boulaide
Météo Boulaide ist ein privater Wetterdienst aus Luxemburg, der im Dezember 2009 von Philippe Ernzer gegründet wurde. Der Dienst ist auf die Prognose von Unwettersituationen spezialisiert. Der Wetterdienst erreicht nach eigenen Aussagen durchschnittlich 240.000 Personen pro Monat und ist der größte private Wetterdienst Luxemburgs.

## Geschichte
Zu seinem zehnten Geburtstag erhielt Philippe Ernzer eine kleine Wetterstation, die er im Garten aufstellte. Basierend auf diesen Daten erstellte er zunächst Vorhersagen für Verwandte und Freunde, doch die Akkuratheit seiner Prognosen ließ den Rezipientenkreis stetig wachsen. In sozialen Netzwerken gründete er deshalb den privaten Wetterdienst Météo Boulaide, benannt nach seinem Heimatort Bauschleiden.

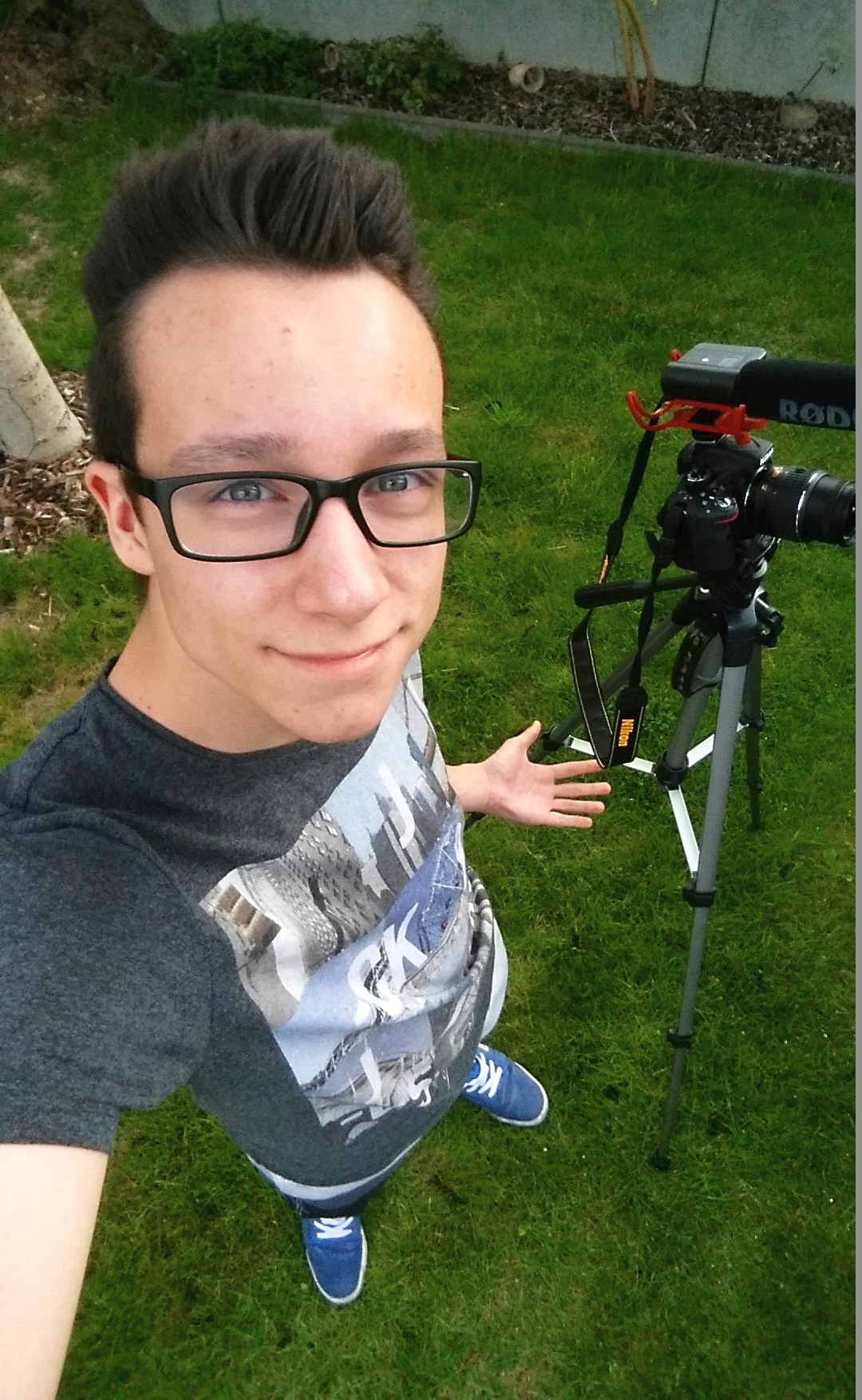
Gründer Philippe Ernzer

Bekanntheit erlangte Météo Boulaide im Jahr 2014, als eine Unwetterfront über Luxemburg zog. Die Landwirtschaftsmesse in Ettelbrück und ein Rock-Festival mussten damals abgebrochen werden, Feuerwehr und Zivilschutz zählten rund 1.000 Einsätze. Ernzer warnte schon morgens auf Facebook, während der staatliche Wetterdienst erst eine Meldung veröffentlichte, als das Unwetter bereits Luxemburg erreicht hatte. Die frühzeitige Unwetterwarnung ließ den privaten Wetterdienst schlagartig bekannt werden. Folgten ihm vor dem Unwetter noch 2.000 Personen, zählen Météo Boulaide und Ernzers Facebook-Seite heute insgesamt knapp 80.000 Follower (Februar 2021). Damit ist Météo Boulaide der größte private Wetterdienst in Luxemburg.
2020 wurde Météo Boulaide durch die Gründung der Mediengesellschaft ErnzerMedia professionalisiert und bietet – neben kostenfreien Wetterprognosen auf meteoboulaide.com und in den sozialen Netzwerken – unter dem Namen Météo Boulaide for Business auch kommerzielle meteorologische Dienste für Unternehmen, etwa aus der Veranstaltungs-, Logistik- oder Baubranche, an. Seit November 2022 werden die Dienstleistungen von der Gesellschaft ClearSky Solutions weitergeführt.

## Hintergrund
Météo Boulaide wirbt damit, im Gegensatz zu den meisten Wetterplattformen, die Wetterdaten automatisiert und auf Basis von ein bis zwei Wettermodellen visualisieren und berechnen, alle Prognosen in Handarbeit zu erstellen. Dabei beruft sich Météo Boulaide auf die Daten zwei eigener Wetterstationen in Bauschleiden, lasse eine Vielzahl internationaler Wettermodelle in die prognostische Arbeit einfließen und könne so präzisere Interpretationen anbieten. Die Fähigkeit, Wetterdaten, Wettermodelle und Statistiken zu lesen, zu interpretieren und zu verarbeiten, hat sich Ernzer im Selbststudium angeeignet.
Die Wetterberichte werden mehrmals täglich – auch in Form von Video-Livestreams – aktualisiert, was in Luxemburg einzigartig ist; der staatliche Wetterdienst gibt nur zweimal täglich eine Vorhersage ab.